# Cosmolabe Rock
Der Cosmolabe Rock (englisch; bulgarisch скала Космолабия skala Kosmolabija) ist ein in südost-nordwestlicher Ausrichtung 120 m langer und 50 m breiter Klippenfelsen vor der Nordwestküste von Nelson Island im Archipel der Südlichen Shetlandinseln. Er liegt 860 m nordwestlich des Retamales Point, 2,7 km nordöstlich des Smilets Point und 1,43 km südwestlich von Withem Island.
Britische Wissenschaftler kartierten ihn 1968. Die bulgarische Kommission für Antarktische Geographische Namen benannte ihn im April 2021 nach dem Cosmolabium des französischen Mathematikers und Ingenieurs Jacques Besson (≈1540–≈1573).